# Гломусная опухоль уха
Гломусная опухоль уха (гломангиома) — преимущественно доброкачественное новообразование, развивающееся из клеток параганглиев, ассоциированных с симпатическими и парасимпатическими ганглиями, привязанными к таким анатомическим образованиям как аурикулярная ветвь блуждающего нерва (нерв Арнольда), барабанный нерв (ветвь языкоглоточного нерва, нерв Якобсона), луковица яремной вены.

## История
Сам термин был предложен в 1941 году (англ. Stacy Guild) на конференции американской ассоциации анатомов в Чикаго. Четыре года спустя, (англ. Harry Rosenwasser, 1945) опубликовал доклад о случае гломусной опухоли у 36-летнего мужчины с периферическим парезом лицевой мускулатуры, объёмным образованием в наружном слуховом проходе и снижением слуха с этой же стороны.

## Общее описание
Наиболее адекватным считается термин параганглиома, так как он соответствует понятию о гистологическом строении данной опухоли и подразумевает общность патогенеза с гомологичными новообразованиями другой локализации, так же развивающихся из параганглионарной ткани — параганглиомами лёгких, кожи, надпочечников (феохромоцитома). Параганглиомы латерального основания черепа ассоциированы с парасимпатическими ганглиями в обилии представленными в этой анатомической зоне.
Гломусные опухоли составляют 0,6 % всех новообразований головы и, как правило, носят спорадический характер, впрочем, вероятность генетической предрасположенности параганглиом достигает 30 % у членов семьи заболевшего.
Частота встречаемости гломусной опухоли уха составляет 1:300000. В некоторых случаях она секреторно активна — и продуцирует ряд высокоактивных веществ, таких как допамин и норадреналин. В редких случаях (до 5 %) гломусная опухоль приобретает злокачественное течение. Распределение по полу отчётливо показывает, что женщины болеют чаще мужчин — 3:1, а дебют заболевания обычно выпадает на пятую и шестую декады жизни.
Гломусная опухоль является наиболее часто встречающейся опухолью среднего уха и находится на втором месте среди опухолей височной кости после шванномы вестибулокохлеарного нерва.
С развитием молекулярных методов диагностики удалось локализовать конкретные гены, напрямую связанные с возникновением гломусной опухоли. Работа над выявлением генов, ответственных за развитие параганглиом, основывается на картировании генома человека и обследовании семей с наследственными формами опухоли. Мутации генов, кодирующих субъединицы B, C, D митохондриального ферментного комплекса сукцинат-дегидрогеназы (succinate dehydrogenase, SDH B 1p35-p36.1, SDH C 1q21, SDH D 11q23), вызывают наследственные синдромы параганглиом (PGLs) 4, 3 и 1 соответственно. Функция гена PGL2 находящегося в 11q13.1 пока не ясна.
Митохондриальная дисфункция, возникающая в связи с SDHx мутациями, связывается с генезом опухоли посредством нарушения внутриклеточного кислородного обмена и ангиогенеза, развития устойчивости к запускающим механизмам апоптоза и выбраковки скомпрометированных клеток.
Клиническая картина обусловлена повреждением опухолью окружающих структур: аппарата среднего уха, приводя к снижению слуха различной степени, появлению ощущения пульсирующего шума; черепных нервов (в первую очередь лицевого, в осложненных случаях — языкоглоточного, блуждающего, добавочного, в запущенных — тройничного, отводящего), вызывая их парез; центральной нервной системы.
Кроме характерных жалоб, основой в диагностике является отомикроскопия и лучевое исследование. Объективно определяется красное пятно за барабанной перепонкой или выпирающая в просвет наружного слухового прохода красно-бордовая пульсирующая масса.
В плане дифференциальной диагностики рассматриваются сосудистые аномалии, менингиомы, шванномы лицевого нерва, аденоматозные опухоли. Редкие поражения, такие как гемангиоперицитома, экстрамедуллярная плазмоцитома, и гигантоклеточная опухоль могут быть неотличимы от гломусной опухоли клинически и рентгенологически. Более того, за исключением опухоли эндолимфатического мешка, множество других новообразований височной кости могут продемонстрировать такую же степень кровоснабжения как параганглиомы. При отомикроскопии, сосудистые аномалии, такие как аневризмы внутренней сонной или стремечковой артерий могут быть так же легко спутаны с параганглиомой благодаря их красной окраске и характерному пульсирующему шуму. Проще провести дифференциальную диагностику с высоким стоянием луковицы яремной вены, имеющую голубой оттенок и не пульсирующую, или полипом ассоциированным с хроническим гнойным средним отитом.
Из всех патологий, которые могут быть восприняты, как потенциальная гломусная опухоль, аномалия внутренней сонной артерии имеет наибольший потенциал для фатальной ошибки. По этой причине важно, чтобы у всех больных, в том числе с подозрением на незначительных размеров гломусную опухоль, выполнялась компьютерная томография с высоким разрешением, для удостоверения в том, что сонная артерия находится в нормальном положении. Компьютерная томография и магнитно-резонансная томография (в том числе и усиленная гадолинием) взаимно дополняют друг друга как методы диагностики гломусной опухоли.
Нижняя стенка барабанной полости и луковица яремной вены недоступны для визуального осмотра, хотя именно их состояние является ключевым в определении стадии заболевания. В первую очередь компьютерная томография с высоким разрешением отлично обеспечивает информацией об анатомической структуре височной кости, демонстрируя близость опухоли к улитке, лицевому нерву и сонной артерии и многое другое. В то же время, даже при небольших опухолях, магнитно-резонансная томография полезна для подтверждения сосудистого происхождения опухоли.
При компьютерной томографии 1) удаётся локализовать мягкотканное образование, в разной степени заполняющее барабанную полость, и при поздних стадиях, распространяющееся в сосцевидный отросток, инфралабиринтное пространство, в слуховую трубу вплоть до стенки сонной артерии и дальше, 2) оценивается сохранность стенок барабанной полости, в особенности нижней (характерный феномен «изъеденности молью», в отличие от равномерно-гладкого расширения яремной отверстия при шванноме), задней стенки пирамиды, стенки костного канала сонной артерии.
На МРТ можно оценить степень поражения крупных сосудистых структур этой зоны — сигмовидного синуса и внутренней сонной артерии, практически всегда при гломусной опухоли будет регистрироваться гиперсигнал от клеток сосцевидного отростка, нередко описываемого рентгенологами, как мастоидит. Структура гломусной опухоли так же имеет характерную при данном исследовании картину «соли и перца».
Лучевые исследования служат основой в ранжировании стадии развития опухоли, что определяет тактику лечения.
Степень инвазии опухоли в соседние структуры, выявляемая на основе лучевого исследования, определяет объём оперативного вмешательства, что лежит в основе классификации гломусных опухолей U. Fisch и D. Mattox (1988) в модификации M. Sanna (2005), приведённой в таблице № 1.
Таблица № 1.
Классификация параганглиом латерального основания черепа U. Fisch и D. Mattox (1988)
- Тип A опухоль в пределах промонториума
- Тип B опухоль распространяется в гипотимпанум, но не разрушает яремную ямку и не распространяется в инфралабиринтное пространство
  - Тип B1 опухоль частично разрушает нижнюю стенку барабанной полости, но не доходит до яремной луковицы
  - Тип В2 опухоль распространяется в сосцевидный отросток
- Тип C Опухоль с поражением инфралабиринтного пространства и распространением в верхушку пирамиды
  - Тип C1 опухоль распространяется вплоть до сонного отверстия, но не затрагивает сонную артерию
  - Тип C2 опухоль вовлекает вертикальную порцию сонного канала
  - Тип C3 опухоль вовлекает и вертикальную и горизонтальную порции сонного канала, но не доходит до рваного отверстия
  - Тип C4 опухоль распространяется вплоть до кавернозного синуса
- Тип D Опухоль с интракраниальным распространением
  - Тип De1 опухоли с распространением в полость черепа до 2 см (эпидурально)
  - Тип De2 опухоли с распространением в полость черепа более 2 см (эпидурально)
  - Тип Di1 опухоли с распространением в полость черепа до 2 см (интрадурально)
  - Тип Di2 опухоли с распространением в полость черепа более 2 см (интрадурально)

Перспективными в вопросах лечения параганглиом латерального основания черепа остаются: хирургическое, лучевое, химио- и геннотерапевтическое направления, но методом выбора остаётся её тотальное хирургическое удаление. Тактика в отношении лечения параганглиом латерального основания черепа (в особенности в начальных стадиях) должна быть однозначно активной.
Так как именно на этих этапах развития опухоли возможно органосохраняющее и в то же время тотальное удаление всей патологической ткани, что несомненно будет максимально благоприятно в отношении перспективы улучшения качества жизни пациента.
При невозможности удалить опухоль полностью выполняется её резекция с дополнительной радиотерапией (в частности с использованием гамма-ножа).
У пациентов старшего возраста, с выраженными противопоказаниями к операции, радиотерапия (гамма-нож) проводится как монотерапия, не исключающая возможных тяжёлых осложнений. Химиотерапия пока находится на стадии клинических испытаний.
Вопросу тимпанопластики при удалении параганглиом уделено в литературе сравнительно мало внимания. Этот факт можно объяснить редкостью патологии, поздней обращаемостью пациента к врачу и соответственно преобладанием количества запущенных случаев, стремлением отонейрохирургических стационаров к разработке хирургических техник при удалении сложных, комплексных опухолей. Большинство крупных отохирургических центров имеет определённый опыт оперативного лечения параганглиом.
Обобщая данные полученные в результате многолетней работы совершенно разных отохирургических школ можно сделать ряд выводов:
- Опасность рецидива сохраняется в течение нескольких десятков лет, поэтому пациент становится привязанным к патронирующему его хирургу, для проведения рутинного обследования.
- У пациентов с параганглиомами типов А и В по Fisch&Mattox или достоверно можно достигнуть хороших и отличных результатов в отношении функции слуха даже в отдалённом (свыше 10 лет) послеоперационном периоде путём проведения тимпанопластики с оссикулопластикой и без.
- При гломусной опухоли типа А и В с сохранностью функции VII—XII нервов нельзя стремиться к чрезмерной радикализации хирургического подхода, а заботится о сохранении качества жизни пациента.
- Различные школы применяют различные доступы и техники для удаления параганглиом типа В: так M. Gjuric et al., M. A. S. García et al., D. Oldring и U. Fisch (1979) используют трансмеатальный, транскортикальный или комбинированные пути, а C.G. Jackson et al., D.E. Brackmann et al., M.Sanna et al., M. M.Glasscock, M. M. Paparella, Portmann M. и ряд других авторов предпочитают удалять параганглиому выполняя заднюю или нижнюю тимпанотомию. Первые почти всегда для удаления параганглиом типа А используют эндауральный подход, вторые же независимо от типа опухоли используют чаще заушный поход. Во всяком случае, и у тех и других опухоль удалялась тотально, достигались хорошие результаты в отношении слуха, но ни та ни другая техника не была идеальной и не предупреждала от развития рецидива.
- Для гломусной опухоли типа B, при выполнении хирургического вмешательства особо становится актуальным вопрос о проведении качественного мониторинга лицевого нерва.
- Проблема тимпанопластики при удалении гломусной опухоли пока находится на стадии набора материала и окончательные выводы сформулировать пока невозможно

## Ангиография и эмболизация
Параганглиома чрезвычайно васкуляризованна, причиной этому служит активная продукция опухолью факторов роста сосудов. И оперативное вмешательство, направленное на удаление опухоли, неизменно сопровождается массивной кровопотерей, зачастую даже при умеренном объёме удаляемого субстрата вынуждая к проведению гемотрансфузии. Одним из этапов предоперационной подготовки пациента является ангиография.
Предоперационная ангиография преследует следующие цели:
- подтвердить сосудистый характер патологии
- определить источники кровоснабжения опухоли и определить возможности эмболизации
- определить размер опухоли
- исключить возможность шунтирования крови из опухоли в сигмовидный синус, яремную вену или сосуды мозговых оболочек
- исключить многоочаговость гломусной опухоли

Moret J, Lasjaunias P, Theron J. установили основные источники кровоснабжения опухоли:
1. восходящая глоточная артерия,
2. шилососцевидная артерия,
3. верхнечелюстная артерия,
4. сонно-барабанные артерии,
5. средняя оболочечная артерия.

Если опухоль кровоснабжается из нескольких источников — каждый из них должен быть эмболизирован для достижения эффективной деваскуляризации.
Вопреки аксиоме о гиперваскуляризации параганглиом, описаны случаи аваскуляризованных опухолей, не определявшихся при ангиографии, но верифицированных при гистологическом исследовании. Поэтому отсутствие классической картины ангиографии не всегда исключает наличие параганглиомы в анатомических областях, связанных с этими опухолями.
Ангиография ценна возможностью вызвать обструкцию артерий диаметром 100—1000 нм синтетическими микроэмболами. В зарубежной клинической практике эмболизация параганглиом любого типа входит в стандартный протокол предоперационной подготовки.
Суперселективная эмболизация гарантирует прекращение кровоснабжения опухоли на временной промежуток, длящийся от 2 дней до 2 недель (A-M.C. Rodriguez et al., M.J. LaRouere et al. M. Tasar et al. рекомендуют проводить не более чем за двое суток до операции, с другой стороны O. Al-Mefty считает возможным увеличение срока до 2 недель), необходимые для развития эффективного коллатерального кровотока в строме опухоли, резонно за это время выполнить оперативное вмешательство.
При соблюдении этого условия объём интраоперационной кровопотери будет минимально возможным, что позволит хирургу работать в условиях сухого операционного поля, более тщательно произвести ревизию барабанной полости и не позволит пропустить фрагменты или добавочные очаги опухоли. Что, если рассуждать далее, будет более перспективно в отношении сохранения структур среднего уха и обеспечения возможностей выполнить восстановление звукопроводящего аппарата.

## Лучевая терапияи стереотаксическая радиохирургия
При лучевом воздействии на параганглиомы удаётся достичь контроль над её ростом.
Кроме того, оно используется в качестве дополнительной терапии к хирургическому лечению в случае выполнения субтотальной резекции.
Недостатками радиотерапии являются необходимость в многочисленных сессиях и высокий риск осложнений (остеорадионекроз костей черепа и невропатии). Напротив, так называемый, Гамма-нож (стереотаксическое облучение, GKRT — Gamma knife stereotactic radiation) может в результате одной сессии сфокусированного излучения достичь контроля роста опухоли.
Как монотерапия данные виды лечения показаны людям пожилого возраста и другим группам пациентов имеющим противопоказания для обширной операции.
Отдельного упоминания, несомненно, заслуживает и вопрос о химиотерапии параганглиом. На настоящем этапе она пока не используется для лечения параганглиом головы и шеи. Сочетание стрептозотоцина и фторурацилом вводится в стандарты лечения для распространённых и метастазирующих нейроэндокринных опухолей, но низкий «ответ» опухоли и существенные побочные эффекты не позволяют химиотерапии стать лечением выбора.
Радиоизотоп метилйодбензилгуанидин (І-123-MВІG) используется в сцинтиграфии многоочаговых или метастатических параганглиом. Его полезность на данном этапе в дополнение к обычным методам визуализации заключается в достоверном онкостатическом действии.
В итоге снижением дозы препарата удаётся достичь компромисса между удовлетворительным паллиативным эффектом и минимумом побочных эффектов со стороны внутренних органов.

## Генетическое обследование
Стремительный прогресс в области молекулярной генетики и биологии даёт практикующим отоларингологам понимание этиологии такой редкой, но хорошо описанной опухоли головы и шеи.
У пациентов с параганглиомой обязателен тщательный сбор семейного анамнеза. При подозрении на наследственную форму параганглиомы, необходимо составить подробную семейную родословную, и родственникам пациента должен быть предложен генетический скрининг.
ДНК, извлечённая из крови пациента, может быть напрямую протестирована на мутацию в генах SDHD (B, C) с помощью полимеразной цепной реакции и прямого секвенирования ДНК.
Следует надеяться, что генетический скрининг приведёт к более раннему выявлению опухолей и тем самым поспособствует снижению заболеваемости и смертности. В конечном счёте, выявление генетических перестроек, вызывающих наследственные и спорадические формы параганглиом, должно привести к возможности генетической манипуляции опухолевого роста.
Идентификация генов SDHD (B, C), имеющих прямое отношение к развитию параганглиомы даёт надежду на то, что молекулярная терапия может стать доступной для управления этими опухолями. Коррекция мутации в пострадавшем гене, возможно позволит замедлить рост опухоли достаточно, чтобы устранить необходимость в хирургическом вмешательстве.

## Перспективы и выводы
У молодых, соматически здоровых людей хирургическое лечение является методом выбора. Хирургу необходимо приложить все усилия по достижению полного удаления опухоли одновременно с минимальным повреждением нервных и сосудистых структур.
Удаление параганглиом латерального основания черепа следует проводить в комплексе масштабных периоперационных мероприятий — как рутинных для отохирургии — лучевого и отомикроскопического обследования, так и специальных — ангиографии, суперселективной эмболизации, адекватной фармакотерапии, индивидуальной послеоперационной интенсивной терапии и реабилитации, и следовательно отохирургический центр должен иметь возможность к их осуществлению.
У людей с двусторонним поражением, неудовлетворительным соматическим состоянием и преклонным возрастом с выраженным интракраниальным или цервикальным распространением опухоли, гамма-нож может стать хорошей альтернативой хирургии в качестве основного или вспомогательного лечения.
Генетическое обследование у пациентов с высокой степенью риска (членов пострадавших семей) позволяет обнаружить опухоль на ранних стадиях. Это выражено уменьшает риск последствий развития невропатий черепных нервов у пациентов с двусторонним поражением. Кроме того прогресс в генетическом исследовании параганглиом открывает перспективы на возможность генетической терапии данной патологии.
Ангиографию ветвей наружной сонной артерии с последующей селективной (или, что предпочтительно суперселективной) эмболизацией следует включить в стандартные протоколы предоперационной подготовки пациента с параганглиомой латерального основания черепа в современном российском здравоохранении.
Одна из основных задач в плане совершенствования хирургического лечения гломусной опухоли — выполнение тимпанопластики одномоментно с операцией удаления опухоли или отсрочено вторым этапом. Это ведёт к восстановлению функции слуха, улучшению качества жизни и социальной адаптации пациента, что на данном этапе здравоохранения и социального развития должно стоять если не на первом месте в очерёдности задач врача, то как минимум наравне с принципами радикальности удаления гломусной опухоли.
Активное внедрение гамма-ножа в здравоохранение даёт пациентам с запущенными формами опухоли или больным старческого возраста возможность альтернативного хирургии лечения, которое будет давать адекватный, приемлемый паллиативный эффект.
Сцинтиграфия и иммунография так же в перспективе предложат мощный инструмент в диагностике и локализации многоочаговых гломусных опухолей.
Интеграция медицинских специальностей, учитывая тот факт, что гломусная опухоль не поражает исключительно ухо, особенно актуальна в плане заимствования новых методов лечения и диагностики, в том числе и упомянутый гамма-нож, химиотерапия, поиск онкофакторов и многое другое.
Хирургическое лечение гломусных опухолей на территории Российской Федерации проводится в основном в двух центрах: в Санкт-Петербургском НИИ уха горла носа и речи и в НИИ нейрохирургии им. акад. Н. Н. Бурденко (Москва), Первый государственный медицинский университет им. Сеченова (отделение оториноларингологии), г.Москва.